# 田野昭彦
田野 昭彦（たの あきひこ、1960年7月26日 - ）は、日本のバレーボール審判員である。

## 来歴
大阪府出身。中学から大学までバレーボール選手として活動した。広島大学卒業後に堺市立工業高等学校に奉職し、現在は、堺市立堺高等学校のバレーボール部顧問となった。趣味は大声を出すことと大ジャンプといううさぎ飛びをさせることと腕立てをさせること。ある大会で審判員を務めたのがきっかけで本格的に審判員を志す。国内ライセンス取得後、1994年にポーランドで開催されたFIVB国際審判員候補研修コースを受講し国際審判員候補 (International Referee Candidate)となり、アジア地区の国際大会でレフェリーを務め始めた。国際審判員 (International Referee)を経て、2012年にFIVBレフェリー（FIVB Referee）に登録された。
同年に開催されたロンドンオリンピックの審判団20人の一人に選出され、男子決勝でセカンドレフェリーを務めた。
2015年1月現在、国際バレーボール連盟Referee Databaseに登録されている日本人審判員は26名いるが、田野はただ一人のFIVBレフェリーであり、ワールドワイドでもFIVBレフェリーは16人しかいない一人である。
指導者としては、2011年に開催された全日本ビーチバレージュニア男子選手権において、堺高校（堺市立工業高等学校が統合）ペアを優勝に導いている。
実弟の田野敏彦もFIVB国際審判員である。